# Municipio de Logan (condado de Baxter)
El municipio de Logan (en inglés: Logan Township) es un municipio ubicado en el condado de Baxter en el estado estadounidense de Arkansas. En el año 2010 tenía una población de 1566 habitantes y una densidad poblacional de 14,75 personas por km².

## Geografía
El municipio de Logan se encuentra ubicado en las coordenadas 36°26′38″N 92°28′24″O / 36.44389, -92.47333. Según la Oficina del Censo de los Estados Unidos, el municipio tiene una superficie total de 106.16 km², de la cual 105,92 km² corresponden a tierra firme y (0,22 %) 0,24 km² es agua.

## Demografía
Según el censo de 2010, había 1566 personas residiendo en el municipio de Logan. La densidad de población era de 14,75 hab./km². De los 1566 habitantes, el municipio de Logan estaba compuesto por el 96,68 % blancos, el 0,26 % eran afroamericanos, el 0,83 % eran amerindios, el 0,13 % eran asiáticos, el 0,13 % eran isleños del Pacífico y el 1,98 % eran de una mezcla de razas. Del total de la población el 1,02 % eran hispanos o latinos de cualquier raza.